# Lasclaveries
Lasclaveries is een gemeente in het Franse departement Pyrénées-Atlantiques (regio Nouvelle-Aquitaine) en telt 201 inwoners (1999). De plaats maakt deel uit van het arrondissement Pau.

## Geografie
De oppervlakte van Lasclaveries bedraagt 6,2 km², de bevolkingsdichtheid is 32,4 inwoners per km².
De onderstaande kaart toont de ligging van Lasclaveries met de belangrijkste infrastructuur en aangrenzende gemeenten.

## Demografie
Onderstaande figuur toont het verloop van het inwonertal (bron: INSEE-tellingen).